# Grevillea diversifolia
Grevillea diversifolia,  es una especie de arbusto  del gran género  Grevillea perteneciente a la familia  Proteaceae. Es originaria del sudoeste de  Australia Occidental.

## Descripción
Es un arbusto erecto, con un crecimiento de entre 1 y 5 metros de altura y tiene un periodo de máxima floración entre julio y octubre (mediados de invierno a mediados de primavera) en su área de distribución natural.

## Taxonomía
Grevillea diversifolia fue descrita por Carl Meissner y publicado en Plantae Preissianae 1(4): 547. 1844[1845].
Etimología
Grevillea, el nombre del género fue nombrado en honor de Charles Francis Greville, cofundador de la Royal Horticultural Society.
diversifolia epíteto latíno que significa "con hojas diversas"
Subespecies
- G. diversifolia Meisn. subsp. diversifolia
- G. diversifolia subsp. subtersericata McGill.